# تفسير المراغي
تفسير المراغي. أحد كتب تفسير القران الكريم المعاصرة، ألفه العالم الأزهري أحمد مصطفى المراغي يغلب عليه التفسير اللغوي.

## أسلوب التفسير
الكتاب يعتبر من أهم كتب التفسير التي صنفت في العصر الحديث، فإضافة إلى أنه شرح المفردات وذكر المعنى الجملي للآيات، وأسباب النزول، فإنه أعرض عن ذكر مصطلحات العلوم مما أدخله المفسرون السابقون في تفاسيرهم، حتى لا يكون هناك هوة بين جمهرة القراء والكتاب، إضافة إلى أنه سلك في التفسير أسلوبا معاصرًا، فكان له استشارات في الآيات التي أشارت إلى بعض النظريات مع الأطباء وعلماء الفلك والمؤرخين والحكماء ليدلي كل برأيه فيما تمهر فيه.

## سبب التأليف
قال المراغي في مقدمة كتابه: «رأينا مسيس الحاجة إلى وضع تفسير للكتاب العزيز يشاكل حاجة الناس في عصرنا في أسلوبه وطريق رصفه ووضعه، ويكون دانى القطوف، سهل المأخذ يحوى ما تطمئن إليه النفس من تحقيق علمى تدعمه الحجة والبرهان، وتؤيده التجربة والاختبار، ويضم إلى آراء مؤلفه آراء أهل الذكر من الباحثين في مختلف الفنون التي ألمع إليها القرآن على نحو ما أثبته العلم في عصرنا، وتركنا الروايات التي أثبتت في كتب التفسير، وهى بعيدة عن وجه الحق مجانفة للصواب، والله أسأل أن يوفقنا للرشاد، ويهدينا إلى سواء السبيل».

## وصلات خارجية
- تحميل تفسير المراغي المكتبة الشاملة
- تحميل تفسير المراغي المكتبة الوقفية